# Восточне сільське поселення (Комишловський район)
Восто́чне сільське поселення (рос. Восточное сельское поселение) — сільське поселення у складі Комишловського району Свердловської області Росії.
Адміністративний центр — селище Восточний.
Населення сільського поселення становить 2549 осіб (2019; 3065 у 2010, 3455 у 2002).
Станом на 2002 рік існувало 2 сільських ради: Восточна сільська рада (селища Аксаріха, Восточний, Ключики, Ольховка, Побєда, присілки Аксаріха, Кашина) та Нікольська сільська рада (село Нікольське).

## Склад
До складу сільського поселення входять:
| Населений пункт    | Населення, осіб (2002) | Населення, осіб (2010) |
| ------------------ | ---------------------- | ---------------------- |
| Аксаріха, селище   | 39                     | 58                     |
| Аксаріха, присілок | 105                    | 65                     |
| Восточний, селище  | 2460                   | 2248                   |
| Кашина, присілок   | 43                     | 41                     |
| Ключики, селище    | 66                     | 43                     |
| Нікольське, село   | 681                    | 574                    |
| Ольховка, селище   | 46                     | 32                     |
| Побєда, селище     | 15                     | 4                      |